# Geoffrey Burbidge
Geoffrey Ronald Burbidge FRS (24 de setembro de 1925 — 26 de janeiro de 2010) foi um astrônomo inglês.

## Vida Pessoal
Casou com a astrofísica Margaret Burbidge.
Burbidge morreu em 26 de janeiro de 2010 em La Jolla, Califórnia.

## Carreira e pesquisa
Com sua esposa Margaret Burbidge, ele trabalhou na Harvard University, na Universidade de Chicago e na Universidade de Cambridge, antes de Margaret obter trabalho no Instituto de Tecnologia da Califórnia, enquanto Geoffrey trabalhou no Observatório Monte Wilson e Palomar Observatory. Ambos obtiveram cargos na Universidade da Califórnia, San Diego, em 1962. Ele foi o Diretor do Observatório Nacional Kitt Peak de 1978 a 1984. Ele foi o Editor da Annual Review of Astronomy and Astrophysics de 1974 a 2004.

### B2FH
Em colaboração com o físico americano William Fowler e o astrônomo britânico Fred Hoyle, ele e sua esposa foram co-autores de Synthesis of the Elements in Stars, um artigo fundamental sobre a nucleossíntese estelar publicado em 1957. É comumente referido como o artigo B2FH após as iniciais dos sobrenomes dos quatro autores. O artigo descreve o processo de estrelas queimando elementos mais leves em átomos sucessivamente mais pesados, que são então expulsos para formar outras estruturas no universo, incluindo outras estrelas e planetas.

### Cosmologia alternativa
Em seus últimos anos, Burbidge ficou conhecido principalmente por sua cosmologia alternativa "teoria do estado quase estacionário", que contradiz a teoria do Big Bang. De acordo com Burbidge, o universo é oscilatório e, como tal, se expande e se contrai periodicamente ao longo do tempo infinito.

## Honrarias
Prêmios
- Prêmio de Astronomia Helen B. Warner 1959, com sua mulher Margaret Burbidge[6]
- Medalha Bruce (1999)[7]
- Medalha de Ouro da Royal Astronomical Society 2005
- Prêmio para Revisão Científica NAS da Academia Nacional de Ciências dos Estados Unidos 2007[8][9]

Epônimos
- Asteroide 11753 Geoffburbidge